# 东城镇 (长沙市)
东城镇地处湖南省长沙市望城区北部，为望城区湘江以东五镇之一，处在望城区和湘阴县交界处。地缘上北部与湘阴县樟树镇接壤，东与茶亭镇为邻，南与铜官镇接邻，西隔湘江与乔口镇、湘阴县铁角嘴镇相望。镇域总面积56平方公里，总人口16,324人（2000年人口普查）；全镇辖7个行政村、1个社区，政府驻慎家桥社区。

## 历史
今东城镇1951年属同心、民主乡。
- 1958年属铜官人民公社。
- 1961年析建东城公社，属铜官区管辖。
- 1984年更名东城乡。
- 1995年6月撤区并乡镇，改为东城镇。
- 2004年村级区划调整，调整之前为15村；调整之后为7村、1社区。
- 2015年11月19日，将茶亭镇和东城镇成建制合并设立茶亭镇。将东城镇慎家桥社区五杉片（含跃进、染匠、禾家、姚家、五杉、大官、鱼心7个居民小组）划入铜官镇华城村。[1]

| 2002年东城镇行政区划（社区和村）                                                                 | |
| 2002年，全镇辖15个村、1个副业场，187个村民小组，共计5216户，总人口19028人，其中农业人口18602人。 | |
| 项目                                                                                             | 单位详列 |
| 15个村                                                                                           | 长冲村、大园村、东城村、东闸村、丰城村、黄龙村、金钩寺村、金龙村、聂家村、泉盘村、苏蓼村、五杉村、祥华村、鱼尾村和珠琳村 |

## 行政区划
下辖7个行政村1个社区，分别为：
慎家桥社区、泉丰村、杨家坪村、静慎村、金钩寺村、苏廖村、东闸村和大龙村。